# Alf Henriques
Alf Henriques (16. december 1906 i København – 27. juli 1976) var en dansk litterat.
Alf Henriques var søn af hovedkasserer Rolf Henriques (1862-1947) og hustru Ella født Sidenius. Han blev student fra Efterslægtselskabets Skole 1925, blev cand.mag. 1931 og modtog Filosofisk-historisk Samfunds højeste pris 1931 og 1933.
Han var lærer ved Østre Borgerdydskole fra 1933, lektor i dansk ved universitetet i Uppsala 1934-42; dr.phil. (Københavns Universitet) 1941, adjunkt ved Aurehøj Statsgymnasium 1942, lektor 1950, udenfor nr. 1955, var dramatisk konsulent ved Det kgl. Teater fra 1955; tillige forstander for teatrets dramatiske elevskole fra 1956; rejselektor for Foreningen Norden og universitetslektor ved Göteborg Högskola. Som halvt jøde måtte han flygte til Sverige, hvor han opholdt sig 1943-45. Han var københavnsk teatermedarbejder ved Jyllands-Posten 1946-55; korrespondent til Shakespeare Survey fra 1947; formand for Dansklærerforeningen 1948-54; censor i dansk ved skoleembedseksamen ved København og Aarhus universiteter fra 1948; censor ved Handelshøjskolen i København fra 1956.
Æresdoktor ved Uppsala Universitet 1966 og Ridder af Dannebrog.
Han blev gift 1. gang 15. januar 1935 i Gentofte med Inga f. Poulsen, født 4. december 1910 i København, død 17. januar 1941 i Uppsala, Sverige. Gift 2. gang 5. december 1944 i Göteborg med adjunkt cand.mag. Else Gudrun f. Henriques, f. 18. februar 1905 på Frederiksberg, død 15. juli 1972 i Hillerød.

## Værker
- Det danske Skæbnedrama (1936)
- Johannes V. Jensen (1938)
- Shakespeare og Danmark indtil 1840 (disputats, 1941)
- Svensk Litteratur 1900-1940 (1942)
- Modern dansk dramatik (Stockholm, 1942)
- Kaj Munk (1944)
- Litteraturforstaaelse (1948)